# アイ・キャン・ラヴ・ユー
「アイ・キャン・ラヴ・ユー」（I Can Love You）はメアリー・J. ブライジのシングル。3rdアルバム『シェア・マイ・ワールド』(Share My World)からの2枚目のシングルとして1997年5月に発売され、7月のビルボード・R&Bチャートで2位を獲得した。
アルバム『シェア・マイ・ワールド』のメイン・プロデューサーでもあった当時19歳のロドニー・ジャーキンスがプロデュースした「アイ・キャン・ラヴ・ユー」はフィーチャリング・ラッパーにリル・キムを迎え、楽曲制作は、メアリー・J. ブライジやロドニー・ジャーキンスの他、メアリーの姉のラトーニャ・ブライジ・ダコスタが参加し、バック・ボーカルにも加わっている。
サンプリングには、リル・キム、カルロス・ブローディ、ナシーム・マイリックらが制作した1996年のリル・キムの曲「クイーン・ビッチ」(Queen Bitch)が基調として取り入れられているが、その「クイーン・ビッチ」の基調のピアノの音色は、ジョエル・ドーンによるプロデュースでロバータ・フラックが1969年にレナード・コーエンの原曲をカバーした「ヘイ、ザッツ・ノー・ウェイ・トゥ・セイ・グッドバイ」(Hey, That's No Way to Say Goodbye)からサンプリングされたものである。
「I can love you./I can love you better than she can」(私ならあなたを愛せる、彼女よりも私の方がもっとあなたを愛せる)と何度も繰り返され強い気持ちをアピールするこの「アイ・キャン・ラヴ・ユー」が注目され試金石となったことにより、その後ロドニー・ジャーキンスは、ブランディとモニカが「The Boy Is Mine」(彼は私のもの)と言い争うデュエット曲「ザ・ボーイ・イズ・マイン」(The Boy Is Mine)の制作で大成功を収めてトップ・プロデューサーとなっていった。

## チャート記録
| チャート(1997)                                                                        | 最高位 |
| ------------------------------------------------------------------------------------- | ------ |
| アメリカ「ホット100・シングルチャート」(Billboard Hot 100)                            | 28     |
| アメリカ「ホットR&B/ヒップホップ・シングルチャート」(Billboard Hot R&B/Hip-Hop Songs) | 2      |

## 受賞・ノミネート
- 1998年米国作曲家作詞家出版者協会賞 (ASCAP)
  - R&B/ラップ楽曲賞 (Award Winning R&B/Rap Songs)受賞

## 他の楽曲へのサンプリング
- ケラーニの「アズ・アイ・アム」(As I Am) - 2014年
- ヴィンス・ステイプルズの「リモス」(Limos feat. Teyana Taylor) - 2014年
- タイ・ダラー・サインの「ラヴ・U・ベター feat. リル・ウェイン and ザ・ドリーム」 (Love U Better feat. Lil Wayne and The-Dream) - 2017年。「I can love you./I can love you better than she can」のsheはheとなってサンプリング。
- ニック・カーター・グリーン（英語版）の「ブリアナ」(Breanna) - 2017年